# Purismo linguistico in islandese
Il purismo linguistico nella lingua islandese è una politica linguistica volta a contrastare l'adopero di prestiti da lingue straniere prediligendo invece la formazione di neologismi a partire dalle radici dell'islandese arcaico. Questa politica linguistica trova in Islanda l'appoggio delle istituzioni nonché un consenso pressoché unanime presso la popolazione dell'isola. Nato in seguito al sorgere del movimento nazionale islandese, il purismo della lingua islandese ha contrastato con successo i prestiti più antichi in uso nella lingua (i quali erano principalmente di provenienza danese) e continua oggi la sua opera opponendosi vittoriosamente al proliferare di prestiti da lingue straniere (perlopiù dall'inglese).
Il purismo trova concreto sostegno da parte del governo islandese che lo sostiene attraverso l'Istituto Árni Magnússon, il Dipartimento della Pianificazione del Linguaggio, il Fondo per la Lingua Islandese e la Giornata della lingua islandese.

## Storia

### Dal XX secolo in poi
Quando la sovranità fu raggiunta nel 1918, iniziò la regolamentazione governativa delle questioni linguistiche. Inizialmente l'attenzione era rivolta all'ortografia, ma la regolamentazione delle questioni linguistiche crebbe costantemente e divenne più formalizzata. All'inizio del XX secolo anche i parlanti comuni, specialmente quelli nei settori in via di modernizzazione, iniziarono a contribuire agli sforzi di conservazione della lingua. Ad esempio nel 1918 l'Associazione degli ingegneri iniziò un approccio sistematico ai neologismi e nel 1951 un comitato del Dizionario dell'Università dell'Islanda iniziò a pubblicare elenchi di nuove parole, segnando l'inizio della promozione formale dei neologismi da parte del governo.
Nel 1965 un decreto ministeriale del Ministero dell'Istruzione, della Scienza e della Cultura istituì il Comitato per la lingua islandese con lo scopo di "guidare le agenzie governative e il pubblico in generale in questioni di lingua su base accademica". Questo gruppo contava però soli tre membri e non riusciva pertanto a tenere il passo col compito che gli era stato assegnato e tale insufficienza non venne risolta nemmeno dopo l’aggiunta di altri due membri nel 1980. Per rimediare a questa situazione, nel 1984 il Parlamento approvò una legge che ratificava l’appartenenza a cinque persone ed istituì un segretariato permanentemente funzionante: l'Istituto della lingua islandese. Nel 1990 il Comitato è stato ampliato a 15 membri.
Nel settembre 2006, l'Istituto della lingua islandese è stato fuso con l'Istituto Árni Magnússon.

## Formazione dei neologismi
Nel corso della loro opera di traduzione, i linguisti dell'Arni Magnusson fanno ampio ricorso alla rideterminazione semantica, ossia quel processo che estende il campo semantico di una parola già esistente. La risemantizzazione coinvolge perlopiù termini caduti in disuso, i quali vengono dunque rivitalizzati per mezzo di espansione del loro significato (come nel caso dell'equivalente islandese per "telefono", sími, che è un'antica parola significante "filo lungo"). Altro strumento di traduzione particolarmente utilizzato dal purismo islandese è la formazione di parole composte, quali ad esempio veðurfræði (in italiano meteorologia) che è formato dalle parole veður ("tempo") e fræði ("scienza"). Quest'ultimo mezzo di traduzione è particolarmente efficace in quanto fornisce al locutore islandese un termine facilmente riconoscibile (come l'appena citato meteorologia che viene indicato con un intuitivo "scienza del tempo") e facilmente adattabile alle regole grammaticali islandesi (genere, pronuncia e declinazioni sono difatti agevolmente ricavati dai derivati). 

## Influenze estere sopravvissute
Nonostante l'attiva campagna del governo e del popolo islandese per contrastare i barbarismi, taluni prestiti stranieri entrano comunque nell'idioma islandese. Si tratta però di prestiti adattati nella grafica e nella pronuncia (pensiamo all'italiano "bistecca" che è adattamento dell'inglese beef steak), originando dunque termini che divengono a pieno titolo islandesi e che rivelano la propria origine straniera nella sola etimologia. 

## Apprendimento lingue straniere
La tutela della purezza del proprio idioma non implica limitazioni o trascuratezza nell'apprendimento delle lingue straniere. L'insegnamento delle lingue straniere in Islanda è fortemente enfatizzato e l'apprendimento a scuola dell'inglese e di una lingua scandinava (soprattutto il danese) è obbligatorio. Agli studenti che accedono al ginnasio è inoltre richiesta la scelta di una terza lingua straniera, la quale è tradizionalmente o il francese o il tedesco anche se di recente ha visto la sua ascesa anche la lingua spagnola. 

## Ultrapurismo
Oltre alla tradizionale posizione purista condivisa dal governo e dal Popolo, in Islanda è sorto intorno al 1922 un movimento che si proponeva la totale cancellazione di ogni singolo forestierismo anche adattato (quindi come nel caso dell'italiano bistecca) per promuovere termini che fossero anche nella loro etimologia pienamente islandesi. L'influenza di tale frangia radicale del purismo è però limitata.